# Державна спеціальна служба транспорту (монета)
Державна спеціальна служба транспорту  — обігова, пам'ятна монета присвячена державній спеціальній службі транспорту 
Монета надійшла в обіг 29 травня 2024.

## Опис та характеристики монети
| Номінал грн | Метал                                       | Маса, грам | Діаметр, мм. | Якість виготовлення | Гурт     | Тираж, штук |
| ----------- | ------------------------------------------- | ---------- | ------------ | ------------------- | -------- | ----------- |
| 10          | сплав на основі цинку з нікелевим покриттям | 6,4        | 23,5         | циркулейтед         | рифлений | 10000000    |

### Аверс
Аверс монети – ідентичний з аверсом обігової монети номіналом 10 гривень зразка 2018 року, на ньому в центрі в обрамленні давньоруського орнаменту розміщені номінал монети, рік карбування та герб України.

### Реверс
На реверсі розташовані написи «ДЕРЖАВНА СПЕЦІАЛЬНА СЛУЖБА ТРАНСПОРТУ», «НЕЗЛАМНІ ДУХОМ ВІДНОВЛЯТЬ УКРАЇНУ!» та емблема Державної спеціальної служби транспорту.

## Автори
- Художник Тетяна Балута;
- Скульптор Анатолій Демяненко.